# Ал Хиршфелд
Албърт Хиршфелд (на английски: Albert Hirschfeld) е американски художник.
Роден е на 21 юни 1903 година в Сейнт Луис в еврейско семейство, което по-късно се премества в Ню Йорк. Учи рисуване в Ню Йорк, Париж и Лондон и в средата на 20-те години започва да работи като илюстратор и карикатурист в популярни вестници, като „Ню Йорк Хералд Трибюн“ и „Ню Йорк Таймс“. През следващите години придобива широка известност, най-вече със своите карикатурни портрети на знаменитости.
Ал Хиршфелд умира на 20 януари 2003 година в дома си в Ню Йорк.